# آكلي يحياتن
آكلي يحياتن (ولد سنة 1933، في بوغني ولاية تيزي وزو) هو مغنٍّ ثوري جزائري أمازيغي، غني بالأمازيغية عن موضوعات متعددة منها الوطن والمرأة والغربة، كما أدى بعض الأغاني بالعربية.

## حياته
ولد يحياتن سنة 1933، في بوغني ولاية تيزي وزو شرق الجزائر العاصمة، وسافر صغيرًا (في خمسينيات القرن العشرين) إلى فرنسا، حيث عمل في مهن متعددة، من بينها العمل في مصانع ستروين. استهوته الموسيقى، فأخذ يتردد على الوسط الفني في الحي اللاتيني (حيث عرف كلًا من سليمان عازم والشيخ الحسناوي وغيرهما) وتعلم العزف على آلتي المندولين والعود، وعلى أنغامهما غنى أغانيه الشهيرة عن ألام الغربة وعن الهوية الوطنية.
بلغ يحياتن أوج شهرته في فرنسا وفي بلدان المغرب العربي في الفترة من خمسينيات إلى سبعينيات القرن العشرين، وكان من أشد المعادين للاستعمار الفرنسي واعتقل عدة مرات من طرف سلطات الاحتلال الفرنسي لدعمه جبهة التحرير الوطني أثناء الثورة الجزائرية، فألّف بعض أغانيه في سجون فرنسا.
بعد الاستقلال شارك يحياتن في تأسيس جبهة القوى الاشتراكية واعتقل من طرف السلطات الجزائرية عدة مرات ويعتبر من عمالقة الأغنية القبائلية وأيضاً من أشد المدافعين عن القضية البربرية والأمازيغية لا يظهر كثيراً في التلفزيون وله العشرات من الألبومات الغنائية المتنوعة.

## من أشهر أغانيه
من أشهر أغاني يحياتن بالأمازيغية أغنيته «ثمورثيو ثامورث اذورار» (بلادي يا بلاد الجبال)، التي تغنى فيها بمنطقة القبائل وبجبالها، وأغنية «ايا خام ذاشو كيوغان»، وأغنية «جاحغ بزاف ذامزيان» وأغنية «ايرو الجزائر» (يا أبناء الجزائر)، و«ازريخ الزين دمشلى» (رأيت الجمال في مشلي)، كما غنى بعض أغانيه بالعربية، وأشهرها «يا المنفي»، التي صورت معانات المجاهدين الجزائريين في سجون ومنافي الاستعمار الفرنسي، وأغنية «هاجرت وانا جد صغير»، وغنى العديد من الأغاني الشعبية التراثية الجزائرية والمغربية باللغتين الأمازيغية والعربية.

## الجوائز والتكريم
- وسام الاستحقاق (الجزائر)[2]